# Ententen

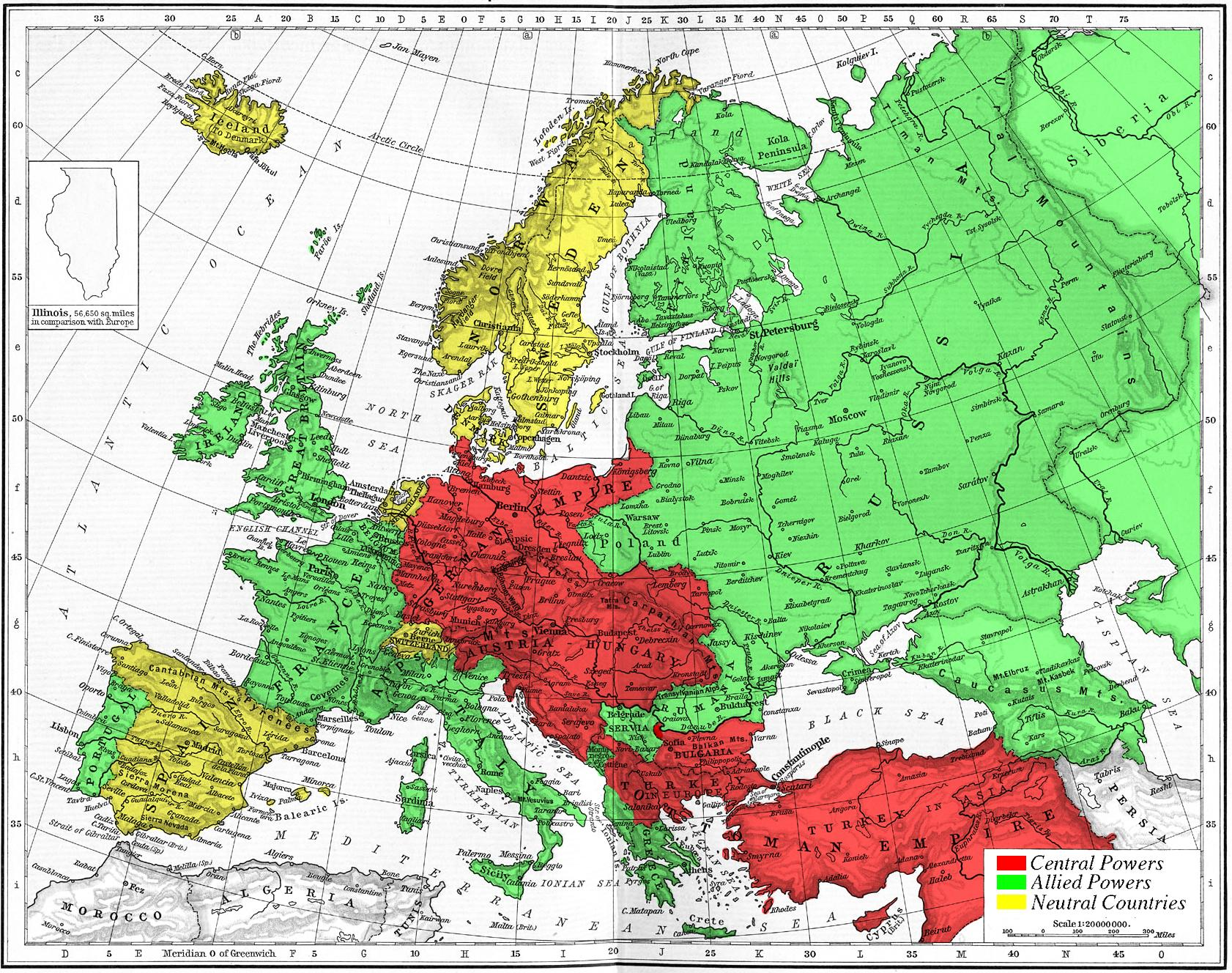
Ententen 1915 (grönt) och centralmakterna (rött), neutrala länder är gula.

Ententen, ursprungligen trippelententen (uttalas antanten eller angtangten, av franskans entente, "samförstånd", "överenskommelse"), kallas på svenska den allians av länder som, under ledning av Storbritannien, Frankrike och Ryssland, utgjorde den ena av de stridande parterna under första världskriget.

## Historik

### Trippelententen
Ententen hade sin grund i två freds- och samarbetsallianser som Storbritannien slöt i början av 1900-talet. Den första var med Frankrike 8 april 1904, kallad Entente cordiale. Dess huvudmål var att sätta stopp för alla framtida militära konflikter mellan de två nationerna, bland annat genom att man enades om varandras koloniala välden.
Den andra alliansen var med Ryssland 31 augusti 1907. Den satte stopp för de två ländernas maktkamp om inflytandet över Centralasien, känd som Det stora spelet, och var även ett uttryck för bägge ländernas oro över Tysklands imperiebyggande och den trippelallians som existerande mellan Tyskland, Österrike-Ungern och Italien sedan 1882. Eftersom Ryssland och Frankrike hade haft en militärallians sedan 1894, var därmed trippelententen bildad.

### Tillskott under kriget
Genom militära biståndsavtal med ett eller flera av de tre länderna, blev även Japan, Belgien, Serbien och Montenegro associerade medlemmar av ententen. Serbiens avtal gjorde att första världskriget startade när Österrike, en del av trippelalliansen, anföll dem 1914.
På grund av ett hemligt avtal med Frankrike valde Italien att förklara sig neutralt vid första världskrigets utbrott 1914 och lämnade trippelalliansen, som därefter kallades centralmakterna i stället. Ett år senare valde Italien i stället att träda in i kriget på ententens sida. 1916 trädde Grekland, Portugal och Rumänien in i kriget på ententens sida, men Rumänien tvingades ut ur kriget redan efter fyra månader, när Bukarest föll efter centralmakternas offensiv. Assyrierna var den minsta medlemmen i ententen, mellan 1916 och 1918.

### Senare allierade och bortfall
Förenta staterna inträdde i första världskriget 6 april 1917, när man förklarade krig mot Tyskland på grund av att man ansåg att Tyskland förbrutit sig mot USA:s neutralitet genom ubåtsattacker mot internationell sjöfart, samt på grund av Zimmermanntelegrammet som visade att Tyskland tänkte försöka få Mexiko med i kriget genom att lova landet hjälp att återta områden som förlorats till USA. Förenta staterna valde dock att delta i kriget som "associerad nation" istället för att bli formellt allierad till Frankrike och Storbritannien. Syftet var att "undvika internationella komplikationer". Den taktiken kan ha varit ett bidragande skäl till att de två nationer som var centralmakternas bundsförvanter, Osmanska riket och Bulgarien, bara bröt sina diplomatiska förbindelser med USA, men inte förklarade krig mot landet.
Brasilien inträdde i kriget 26 oktober 1917, genom att förklara krig mot centralmakterna sedan Tyskland, trots brasilianska protester, upprepade gånger hade torpederat brasilianska fartyg sedan maj 1916. Brasilien deltog i kriget främst med flottstyrkor som patrullerade farvattnen mellan Dakar och Gibraltar, men skickade även läkare, piloter och soldater till västfronten.
I mars 1917 drog sig Ryssland ur världskriget och ententen efter att revolutionärer tagit över landets styre.